# Тамтачетское муниципальное образование
Тамтачетское муниципальное образование — муниципальное образование со статусом сельского поселения в 
Тайшетском районе Иркутской области России. Административный центр — поселок при ж/д станции Тамтачет.

## Демография
По результатам Всероссийской переписи населения 2010 года 
численность населения муниципального образования составила 2068 человек, в том числе 1498 мужчин и 570 женщин.

## Населённые пункты
В состав муниципального образования входят населённые пункты
- Тамтачет
- Горевая